# 斯捷波克 (塔拉夏區)
49°33′25″N 30°37′29″E / 49.55694°N 30.62472°E
斯泰波克（烏克蘭語：Степок）是位於烏克蘭北部的村莊，由基辅州白采爾克瓦區的塔拉夏市鎮負責管轄。該村始建於1765年，面積1.8平方公里，海拔高度151米，2001年人口430，人口密度每平方公里238.8人。